# スペースファイアバード
『スペースファイアバード』（SPACE FIREBIRD）は、1980年に任天堂レジャーシステムが制作・販売したアーケードゲームである。アップライト筐体の定価は70万円、テーブル筐体の定価は58万円。

## 概要
飛来する火の鳥を宇宙船のレーザー砲で攻撃するというギャラクシアンタイプのシューティングゲームである。残機制で、被弾もしくは敵と衝突すると残機が1機減り、残機が0になるとゲームオーバーとなる。自機はショットの連射が可能なほか、脱出ボタンで1回だけ不死身となり、敵を体当たりで倒せるようになる。
1面につき敵は50体登場し、全滅させるとクリア。敵には耐久力が定められており、ショット一発では倒せない敵もいる。

## アーケード基板
本作品は当時出回りが良かった為、海賊版（コピー基板）も存在していた。純正基板とは異なり複雑なコネクター式の配線ではなく、簡略化された独自の1コネクター式の基板が出回っており、このタイプの海賊版が中古基板店でもよく出回っている事がある。
- 登場してから既に40年以上が経過している基板の為、近年では現存数の関係から純正基板は見掛ける事は少なくなってきている。

## おもなスタッフ
- 竹田玄洋（ゲームデザイン）[3]
- 宮本茂（キャラクターデザイン）[3]
- 田中宏和（サウンド）[4]